# 梅江
梅江（ばいこう、メイチャン）は、中華人民共和国の河川。広東省紫金県を発源し、五華県・興寧県・梅県・蕉嶺県・大埔県などを流れ、大埔県の三河壩で汀江と合流して韓江となり南海に注いでいる。広東省東部の山区における水郷の交通幹線となっている。

## 治水
中華人民共和国成立後、梅江沿岸の人々は、毎年上流で大規模な植樹や造林を行って荒れ山を緑化し、土砂の流亡を防いでいる。
支流では川をさえぎって梅西・合水・益塘などの大規模なダムを建設し、洪水を防いで水量を調節し、灌漑・発電に供している。また川のくぼ地に沿って長い洪水防止の堤防を築いて良田を保護している。

## 水運
沿岸には20箇所ほどの埠頭が建設されており、貨物荷役の機械化が実現されている。